# (201023) Karlwhittenburg
(201023) Karlwhittenburg est un astéroïde de la ceinture principale.

## Description
(201023) Karlwhittenburg est un astéroïde de la ceinture principale. Il fut découvert le 8 février 2002 à Kitt Peak par Marc William Buie. Il présente une orbite caractérisée par un demi-grand axe de 2,54 UA, une excentricité de 0,21 et une inclinaison de 2,2° par rapport à l'écliptique.